# Bùi Ngọc Tấn
Œuvres principales
Conte pour les siècles à venir
Bui Ngoc Tan (Bùi Ngọc Tấn) est un écrivain vietnamien né à Haiphong en 1934, et mort dans la même ville le 18 décembre 2014 à l'âge de 81 ans.

## Biographie
Il est né au village de Câu Tử Ngoại, commune de Hợp Thành dans le district de Thủy Nguyên à Hải Phòng. Il prend part à la résistance pour l'indépendance à Hanoi. Pendant la guerre d'Indochine, il est journaliste et écrit sous le nom de plume de Tân Sắc pour le quotidien Tiền Phong [Avant-Garde]. À partir de 1954, il commence une carrière d'écrivain et publie dans de nombreuses maisons d'édition dès l'âge de 20 ans,. En 1959, il devient rédacteur du journal Hải Phòng Kiến Thiết.
Lorsque l'affaire dite du "révisionnisme anti-parti" (Vụ án Xét Lại Chống Đảng), éclate du Nord Viêt Nam, il est arrêté et incarcéré pendant cinq ans sans jugement. Accusé de "propagande contre-révolutionnaire" (tuyên truyền phản cách mạng), il est détenu de novembre 1968 à mars 1973.
Il a relaté cette expérience carcérale et la répression qui toucha les intellectuels de la République démocratique du Viêt Nam dans un récit autobiographique intitulé Chuyện Kể Năm 2000 (Histoire racontée en l'an 2000). Cet ouvrage fut d'abord publié au Viêt Nam en 2000 avant d'être rapidement interdit puis il fut réédité à l'extérieur du pays. Il a été traduit en anglais, français et allemand. Pour ce témoignage édifiant, il est considéré comme le "Soljenitsyne" du Viêt Nam.
Selon son éditeur, Bùi Ngọc Tấn, traumatisé par la guerre et l'emprisonnement, ne put écrire pendant un quart de siècle. Il a recommencé à écrire en 1990 consacrant dix années à mettre en forme son témoignage carcéral.
Son roman Biển và chim bói cá traduit en français sous le titre La Mer et le martin-pêcheur a été couronné du prix Henri Queffélec en 2012. Son récit autobiographique Chuyện Kể Năm 2000 est paru en français en 2013 sous le titre Conte pour les siècles à venir.

## Œuvres traduites en français
- Une vie de chien , [« Truyên ngan »], trad. de Dang Tran Phuong, Nguyên Ngoc Giao, Vu Van Luan... [et al.], La Tour d’Aigues, France, Éditions de l’Aube, coll. « Regards croisés », 2007, 173 p.  (ISBN 978-2-7526-0310-4)
- La Mer et le Martin-pêcheur, [« Biển và chim bói ca »], trad. de Tây Hà, La Tour d’Aigues, France, Éditions de l’Aube, 2011, 513 p.  (ISBN 978-2-8159-0264-9) - Prix Henri Queffélec 2012
- Une histoire racontée en l'an 2000, [« Chuyện kể năm 2000 »], trad. de Tây Hà, Paris, Éditions Infoprax, 2012, 364 p.  (ISBN 978-2-901683-22-3)
- Conte pour les siècles à venir, trad. de Tây Hà, La Tour d’Aigues, France, Éditions de l’Aube, 2013, 733 p.  (ISBN 978-2-8159-0728-6)